# Hasselbror
Hasselbror (Corylopsis) er en lille slægt med ca. 30 arter, som er udbredt i Østasien. Det er buske med en overhængende vækstform og hassel- eller avnbøglignende blade. Blomsterne ses før løvspring. Her omtales kun de arter, som dyrkes i Danmark.
| Arter |

- Corylopsis pauciflora
- Corylopsis spicata